# Eláti (ort i Grekland, Västra Makedonien)
Eláti är en ort i Grekland.   Den ligger i prefekturen Nomós Kozánis och regionen Västra Makedonien, i den centrala delen av landet, 270 km nordväst om huvudstaden Aten. Eláti ligger 601 meter över havet och antalet invånare är 806.
Terrängen runt Eláti är huvudsakligen kuperad, men åt sydväst är den bergig. Runt Eláti är det glesbefolkat, med 17 invånare per kvadratkilometer. Närmaste större samhälle är Deskáti, 6,5 km söder om Eláti. I omgivningarna runt Eláti växer i huvudsak blandskog.